# Gaediopsis punoensis
Gaediopsis punoensis är en tvåvingeart som beskrevs av Vimmer och Victor Gerald Soukup 1940. Gaediopsis punoensis ingår i släktet Gaediopsis och familjen parasitflugor.
Artens utbredningsområde är Peru. Inga underarter finns listade i Catalogue of Life.